# Arniston
Arniston è una località costiera sudafricana situata nella municipalità distrettuale di Overberg nella provincia del Capo Occidentale in prossimità del Capo Agulhas, l'estremità più meridionale dell'Africa.